# Termoelektrana Sisak
Termoelektrana Sisak je termoelektrana koja se nalazi na području Čret, na desnoj obali Save, 4 km nizvodno od urbanog područja Siska. To je termoelektrana s tri bloka ukupno instalirane nazivne snage 650 megavata (MWe), a radi na teško lož-ulje i plin. Proizvodi električnu energiju i tehnološku paru. Elektranom upravlja HEP Proizvodnja.

## Proizvodne jedinice i postrojenja
TE-TO Sisak sastoji se od sljedećih proizvodnih jedinica: Blokovi A i B, Blok C, Blok D (BE-TO), pomoćna kotlovnica (kotlovi PK1 i PK2) te parni kotao E. Blokovi A i B svaki instalirane električne snage 210 MW kondenzacijski su blokovi namijenjeni proizvodnji električne energije. Izgrađeni su 1970. godine (Blok A),  odnosno 1976. godine (Blok B). Gorivom (mazutom) su se opskrbljivali izravno mazutovodom iz Rafinerije Sisak s kojom je TE Sisak dijelila ogradu. Spajanjem lokacije s plinskim sustavom tehnološki su Blokovi A  i B osposobljeni i za rad na oba goriva.  Zbog emisija iznad granično dozvoljenih vrijednosti od 2018. godine oba su bloka izvan funkcije.
Godine 2015. izgrađen je novi kogeneracijski kombi blok (KKE) - Blok C  proizvodnih kapaciteta 235 MWel/50 MWt, namijenjen spojnoj proizvodnji električne i toplinske energije. Time je Te Sisak postala TE TO i počela s isporukom toplinske energije potrošačima CTS u Sisku.
Godine 2017. izgrađena je i kombi-kogeneracijska bioelektrana BE-TO Sisak (Blok D) proizvodnih kapaciteta  3 MWel i toplinske snage 10 MWt koja, koristeći šumsku biomasu masu, proizvodi u spojnoj proizvodnji toplinsku i električnu energiju. Kao visokoučinkovita kogeneracija na obnovljivi izvor energije BE-TO Sisak je u postupku ishođenja statusa povlaštenog proizvođača električne energije u razdoblju od 14 godina. Lokacija Bloka D je izvan TE TO Sisak i smještena je pored postojeće Energane u sklopu Željezare u Sisku, ali je organizacijski unutar TE TO Sisak.
Postrojenja za isključivu proizvodnju toplinske energije u TE –TO Sisak su: pomoćna kotlovnica koja se sastoji od dva parna kotla kapaciteta 2 × 28 t/h pare i novoizgrađeni parni kotao (blok E) kapaciteta 12,5 t/h pare. Ta postrojenja se koriste za pokrivanje vršnih potreba toplinske energije, opskrbu tehnoloških potrošača parom za vrijeme ljetnih režima rada, tijekom zime u noćnom režimu, te za proizvodnju toplinske energije za potrebe CTS Siska kada nema potrebe za proizvodnjom električne energije iz kogeneracijskog kombi bloka C.

## Tehnički podaci
| Proizvodno postrojenje | Proizvodna snaga na obračunskom mjernom mjestu (OMM) | Proizvodni kapacitet ogrjevne topline | Proizvodni kapacitet tehnološka para | Ukupni toplinski kapacitet | Proizvodi                      | Tip agregata                     | Energent                     | Godina izgradnje | Spojen na naponsku razinu |
| ---------------------- | ---------------------------------------------------- | ------------------------------------- | ------------------------------------ | -------------------------- | ------------------------------ | -------------------------------- | ---------------------------- | ---------------- | ------------------------- |
|                        | MW                                                   | MWtopl                                | t/h                                  | MWtopl                     |                                |                                  |                              |                  | kV                        |
| TE-TO Sisak            | 238                                                  | 10,9                                  | 128                                  | 100,4                      | -                              | -                                | Prirodni plin, Drvena sječka | -                | 110/220/10,5/20           |
| Blok A                 | 0                                                    | 0                                     | 0                                    | 0                          | Električna energija            | Parno-kondenzacijsko postrojenje | Prirodni plin                | 1970.            | 110                       |
| Blok B                 | 0                                                    | 0                                     | 0                                    | 0                          | Električna energija            | Parno-kondenzacijsko postrojenje | Prirodni plin                | 1976.            | 220                       |
| Blok C                 | 235                                                  | 0                                     | 65                                   | 50                         | Električna, toplinska energija | Kombi-kogeneracijsko postrojenje | Prirodni plin                | 2015.            | 220                       |
| Blok D                 | 3                                                    | 10                                    | 12                                   | 10                         | Električna, toplinska energija | Kombi-kogeneracijsko postrojenje | Drvena sječka                | 2017.            | 10,5                      |
| PK 1                   | -                                                    | -                                     | 28                                   | 20,208                     | Toplinska energija             | Parni kotao                      | Prirodni plin                | 1989.            | -                         |
| PK 2                   | -                                                    | -                                     | 28                                   | 20,208                     | Toplinska energija             | Parni kotao                      | Prirodni plin                | 1989.            | -                         |

## Godišnja proizvodnja
U tablici su prikazani podaci o ukupnoj godišnjoj proizvodnji električne i ogrjevne energije te tehnološke pare za period od 2010 do 2020.
| Godišnja proizvodnja          | 2010.     | 2011.     | 2012.     | 2013.     | 2014.     | 2015.     | 2016.     | 2017.     | 2018.     | 2019.     | 2020.      |
| ----------------------------- | --------- | --------- | --------- | --------- | --------- | --------- | --------- | --------- | --------- | --------- | ---------- |
| Električna energija           | 0 GWh     | 100 GWh   | 89 GWh    | 24 GWh    | 0 GWh     | 214 GWh   | 277,7 GWh | 836,1 GWh | 675,4 GWh | 719,9 GWh | 1192,8 GWh |
| Isporučena toplinska energija | 73581 MWh | 97583 MWh | 66146 MWh | 61507 MWh | 66772 MWh | 65185 MWh | 76828 MWh | 71972 MWh | 77373 MWh | 73749 MWh | 117075 MWh |

## Vanjske poveznice
- Termoelektrane u Hrvatskoj
- TE Sisak – HEP Proizvodnja
- https://eihp.hr/
- https://mingor.gov.hr/UserDocsImages/UPRAVA%20ZA%20ENERGETIKU/Energija_u_Hrvatskoj/Energija%20u%20Hrvatskoj%202010.pdf
- https://mingor.gov.hr/UserDocsImages//UPRAVA%20ZA%20ENERGETIKU/Energija_u_Hrvatskoj//Energija%20u%20Hrvatskoj%202011.pdf
- https://mingor.gov.hr/UserDocsImages/UPRAVA%20ZA%20ENERGETIKU/Energija_u_Hrvatskoj/Energija%20u%20Hrvatskoj%202012..pdf
- https://www.eihp.hr/wp-content/uploads/2015/02/Energija2013.pdf
- https://www.mingo.hr/public/EuHR2014_V2.pdf
- https://mingor.gov.hr/UserDocsImages/UPRAVA%20ZA%20ENERGETIKU/Energija_u_Hrvatskoj/Energija%20u%20Hrvatskoj%202015.pdf
- https://mingor.gov.hr/UserDocsImages/UPRAVA%20ZA%20ENERGETIKU/Energija_u_Hrvatskoj/Energija%20u%20Hrvatskoj%202016.pdf
- https://www.eihp.hr/wp-content/uploads/2019/12/Energija2018.pdf
- https://www.eihp.hr/wp-content/uploads/2020/12/1_Energija_u_Hrvatskoj_2019-compressed-1.pdf
- https://www.eihp.hr/wp-content/uploads/2022/01/Velika_EIHP_Energija_2020.pdf